# N’guessankro
N'GUESSANKRO est une localité de l'est de la Côte d'Ivoire appartenant au département d'Agnibilékrou, Région de l'Indenié djuablin. Situé à 7Km de la sous prefecture de Tanguelan.
Village electrifié diposant d'un centre de santé, addition en eau potable, 3 écoles primaires, un collège...